# Le Christ mort
Le Christ mort (ou Le Corps du Christ mort dans la tombe ou encore Le Christ mort au tombeau) est une huile et tempera sur panneau de tilleul (30,5 cm × 200 cm) peinte par Hans Holbein le Jeune entre 1521 et 1522. L'œuvre est conservée au Kunstmuseum de Bâle.
Ce tableau, grandeur nature, d'un réalisme cru, montre le corps de Jésus-Christ entre sa descente de croix et sa résurrection. Les plaies du Christ sont touchées par la noirceur : l'afflux de sang stagnant à fleur de peau après les sévices endurés. Le réalisme de ce corps martyrisé, ses blessures, la raideur du cadavre, son regard vitreux, la bouche ouverte sont uniques dans l'histoire de la peinture. Le caractère morbide de cette représentation a été souvent commenté, notamment par Dostoïevski mais aussi par le pape François.

## Description et contexte de la commande
Le corps est figuré en trompe-l'œil, allongé sur son linceul, strictement parallèle au plan du tableau et donc au plan du mur, dans l'espace réel du spectateur. C'est comme si le corps venait d'être posé par le côté, dans une niche taillée à même ce mur. Cette niche est partiellement fermée par un panneau ouvragé en bois et gravé.  Le cadavre semble être exposé pour le recueillement avant de fermer et de sceller le sépulcre. 
Présenté sur son côté droit le corps porte la plaie du côté, mais aussi sur la main et le pied visibles. Les yeux, vitreux, et la bouche sont grands ouverts. Des cheveux en désordre qui sont les seuls éléments à déborder du linceul, semblent percer la surface du tableau. En surplomb, sont inscrits ces mots : « IESVS NAZARENVS REX IVDÆORVM » (« Jésus de Nazareth, roi des Juifs »). 
L'influence de Matthias Grünewald serait visible. On sait que Hans Holbein l'Ancien a emmené son fils voir le Retable à Issenheim, ville où il travaillait à la commande pour l'hospice local. 
Le tableau a été conçu et réalisé à Bâle, haut lieu de l'humanisme. La représentation réaliste du corps d'un homme qui vient d’être mis à mort, pour évoquer le cadavre du Christ, est néanmoins une nouveauté radicale sur laquelle nous ne possédons aucun document : cette question aura probablement été débattue entre trois amis : le peintre, le jeune juriste et commanditaire, Amerbach, et Érasme, philosophe, humaniste et théologien.
Le tableau a été précisément peint en 1521-1522. Une étude attentive de l'inscriptien repeinte aux pieds du Christ en témoigne. Holbein avait alors 24 ans. La commande a été passée par un jeune étudiant en droit, Bonifacius Amerbach, alors âgé de 26 ans et ami d'Érasme de Rotterdam (1466/67/69 - 1536), lequel avait 54 ans. Cette peinture, « peut-être la plus inhabituelle des œuvres religieuses de l’art ancien », s'écarte si radicalemnt des traditions en usage à cette date qu'elle n'a pu être conçue sans l'approbation du mécène, le jeune Amerbach, lequel en aura certainement débattu avec Érasme. Par ailleurs, Érasme avait pu voir à Rome et à Naples des catacombes antiques et paléochrétiennes avec des tombes murales : le tombeau du Christ aurait sous cet aspect semblé plus probable que l'édicule dit du Saint-Sépulcre, qui semblait, déjà, ne pas convenir.
Christian Müller a émis l'hypothèse que Amerbach aurait commandé le tableau à ce format singulier pour l'assembler à une épitaphe, de même largeur, à la mémoire de ses parents et de son frère, au Petit cloître de la Chartreuse du Val-Sainte-Marguerite de Bâle. Comme l'étudiant a été contraint par ses études à Avignon à suspendre ce projet, lorsqu'il est revenu à Bâle, à la veille de la Réforme, il lui aura semblé plus prudent d'abandonner le projet. Le tableau a été, dès lors, conservé chez lui, puis dans la collection de son fils et serait peut-être resté dans cette maison, ce qui expliquerait son excellent état de conservation.

## Commentaires

### Littérature
En 1867, Fiodor Dostoïevski a vu le tableau au musée de Bâle et en est resté fortement impressionné. Il semble que ce Christ mort soit l'une des œuvres qui l'ont le plus marqué. Anna Dostoïevskaïa évoque l'émotion de son mari, :

« Ce tableau est l'œuvre de Hans Holbein, il représente un Christ ayant subi des souffrances inhumaines, qu'on a descendu de la croix et dont le corps est offert à la décomposition. Son visage boursouflé est couvert de plaies sanglantes et son apparence est horrible. Ce tableau a produit sur Fiodor une impression écrasante, et il s'est arrêté devant, comme frappé par la foudre. Quant à moi, je n'avais pas la force de le regarder : il me faisait trop mal, surtout que ma santé n'était pas très bonne. Je suis allée voir les autres salles. Quand je suis revenue quinze minutes ou vingt minutes plus tard, Fiodor était toujours planté devant le tableau, comme enchaîné. Son visage bouleversé présentait cette expression d'épouvante que j'avais observée dans les premières minutes d'une crise d'épilepsie. J'ai pris doucement mon mari par le bras, je l'ai emmené dans une autre salle et fait asseoir sur un banc, Heureusement, elle n'eut pas lieu : Fiodor se calma peu à peu et, au moment de sortir du musée, il insista pour retourner voir le tableau qui l'avait tant impressionné. »

Dans ses notes sur L'Idiot, Anna Dostoïevskaïa revient sur cet épisode : « Cette œuvre l'avait traumatisé et il m'avait dit alors : "Un tel tableau peut faire perdre la foi" ». L'incident réapparaît dans le roman, où le prince Mychkine, voyant une copie du Christ mort, s'exclame : « Mais ce tableau peut faire perdre la foi à n'importe qui ! »,.
En 1910, André Suarès écrit dans son Voyage du condottière : 

« Le Christ mort est une œuvre terrible. C’est le cadavre en sa froide horreur, et rien de plus. Il est seul. Ni amis, ni parents, ni disciples. Il est seul abandonné au peuple immonde qui déjà grouille en lui, qui l’assiège et le goûte, invisible. Il est des Crucifiés lamentables, hideux et repoussants. Celui de Grunwaldt, à Colmar, pourrit sur la croix ; mais il est droit, couché haut sur l'espace qu'il sépare d'un signe sublime, ce signe qui évoque à lui seul l'amour et la pitié du genre humain. Et il n'est pas dans l'abandon : à ses pieds, on le pleure ; on croit en lui. [...] Le Christ d'Holbein est sans espoir. Il est couché à même la pierre et le tombeau. Il attend l'injure de la terre. La prison suprême l'écrase. [...] Il est dans la mort de tout son long. Il se putréfie. [...] Holbein me donne à croire qu’il est un athée accompli. Ils sont très rares. Le Christ de Bâle me le prouve : il n’y a là ni amour, ni un reste de respect. Cette œuvre robuste et nue respire une dérision calme : voilà ce que c’est que votre Dieu, quelques heures après sa mort, dans le caveau ! Voilà celui qui ressuscite les morts ! »

### Théologie
Dans son encyclique Lumen fidei (2013), le pape François mentionne ce tableau : tout en rappelant la réaction de Mychkine dans L'Idiot, il voit au contraire dans les « effets destructeurs de la mort » sur le corps du Christ un point de départ pour une réflexion sur la crucifixion et sur le don d'amour que signifie la Passion.

### Approche contemporaine
Pendant longtemps, ce tableau a passé pour exprimer la réaction désespérée que pouvait avoir l'époque de Holbein face à la mort ou encore, comme dans l'interprétation de Dostoïevski, le nihilisme terrifiant d'un athée. Cette vision a cependant évolué et les spécialistes actuels soulignent que l'état de décomposition du corps indique que la mort remonte à environ trois jours. Le peintre aurait alors représenté les derniers moments de l'ensevelissement de Jésus au tombeau, autrement dit l'imminence de sa résurrection.

## Galerie

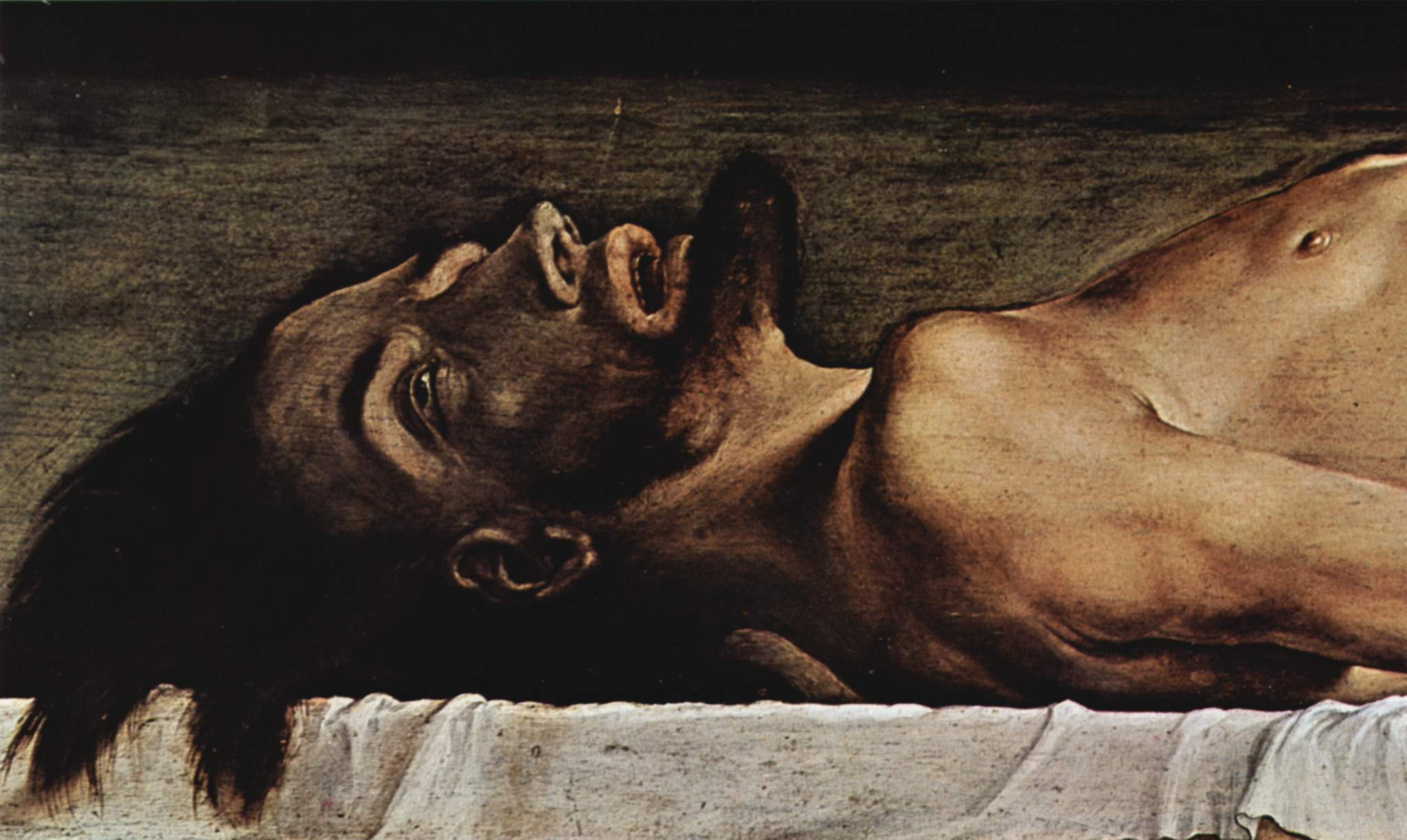
Détail : la tête
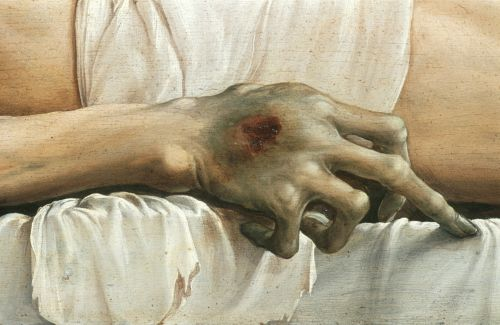
Détail : la main
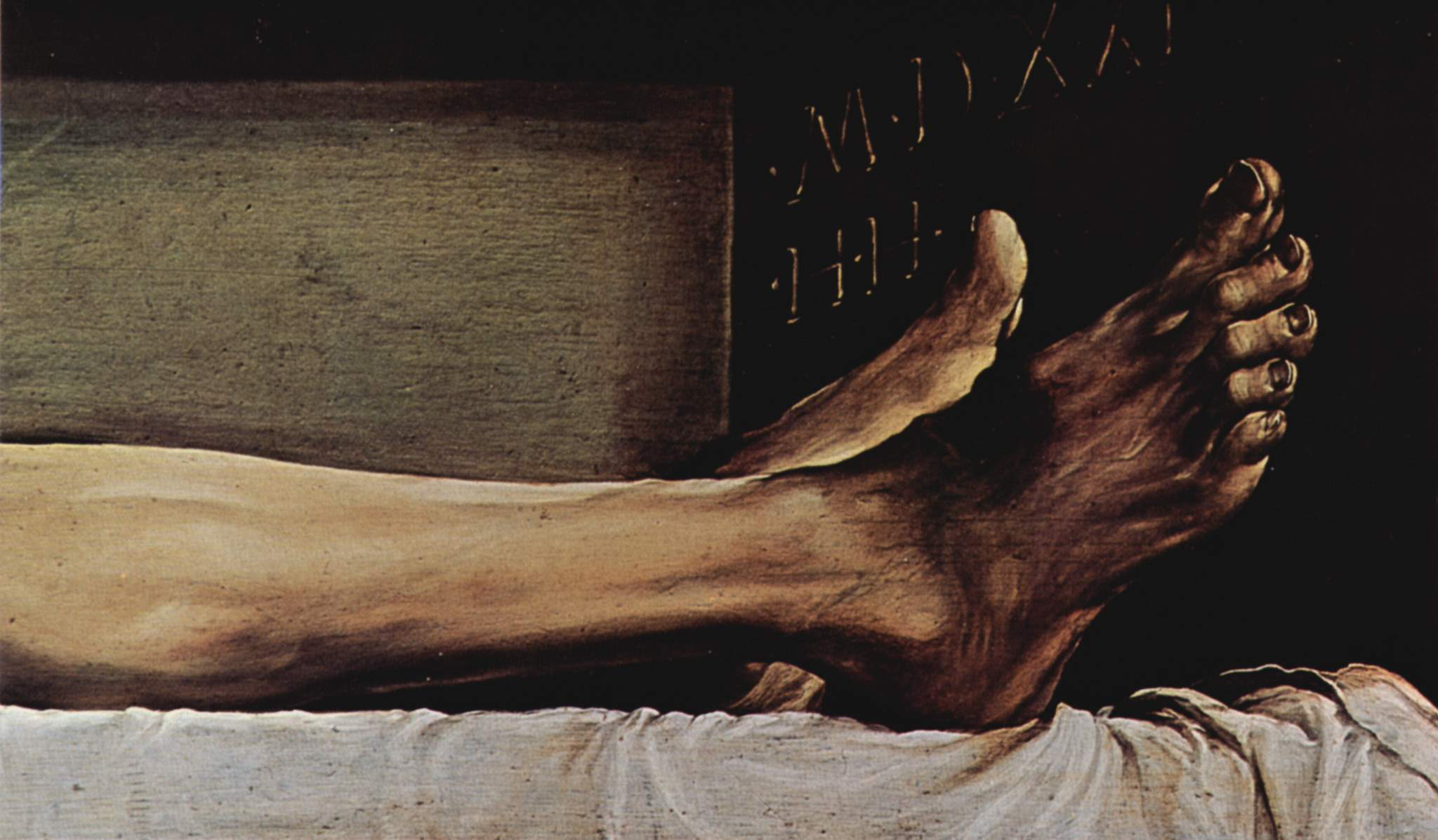
Détail : les pieds
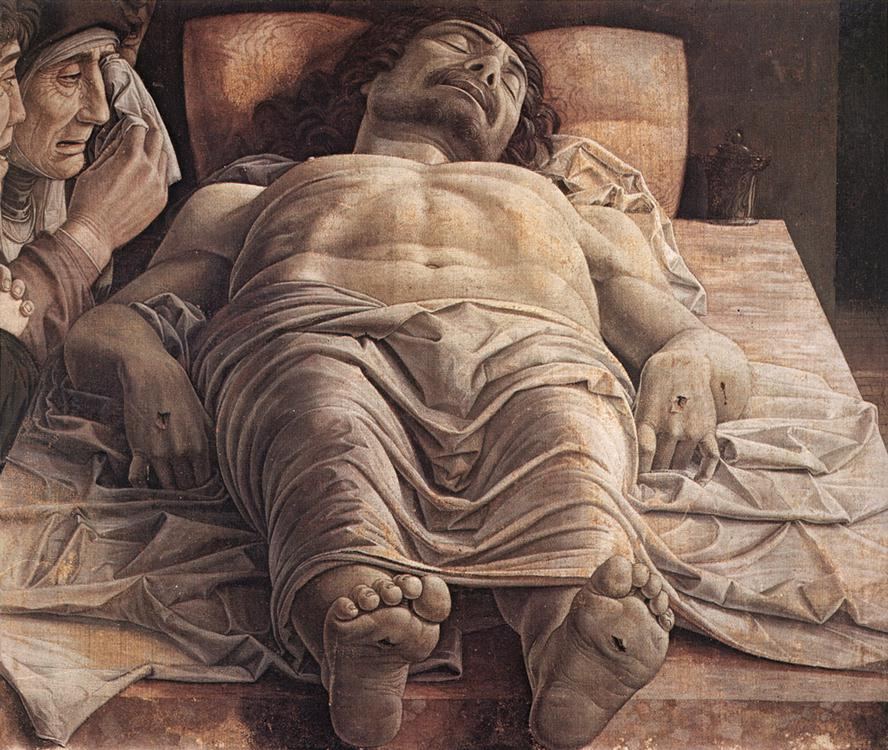
La Lamentation sur le Christ mort (v. 1480) par Andrea Mantegna
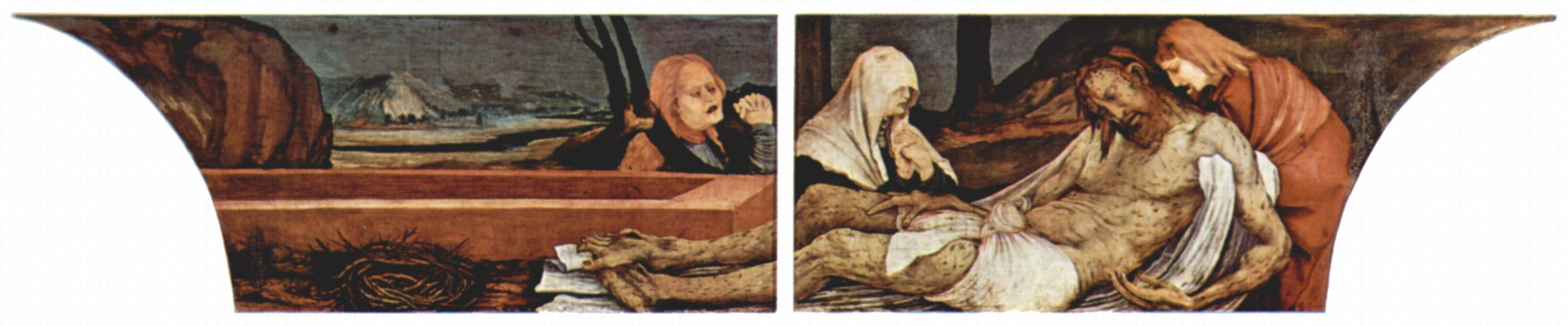
Mise au tombeau, prédelle du Retable d'Issenheim (1512-1516), par Matthias Grünewald
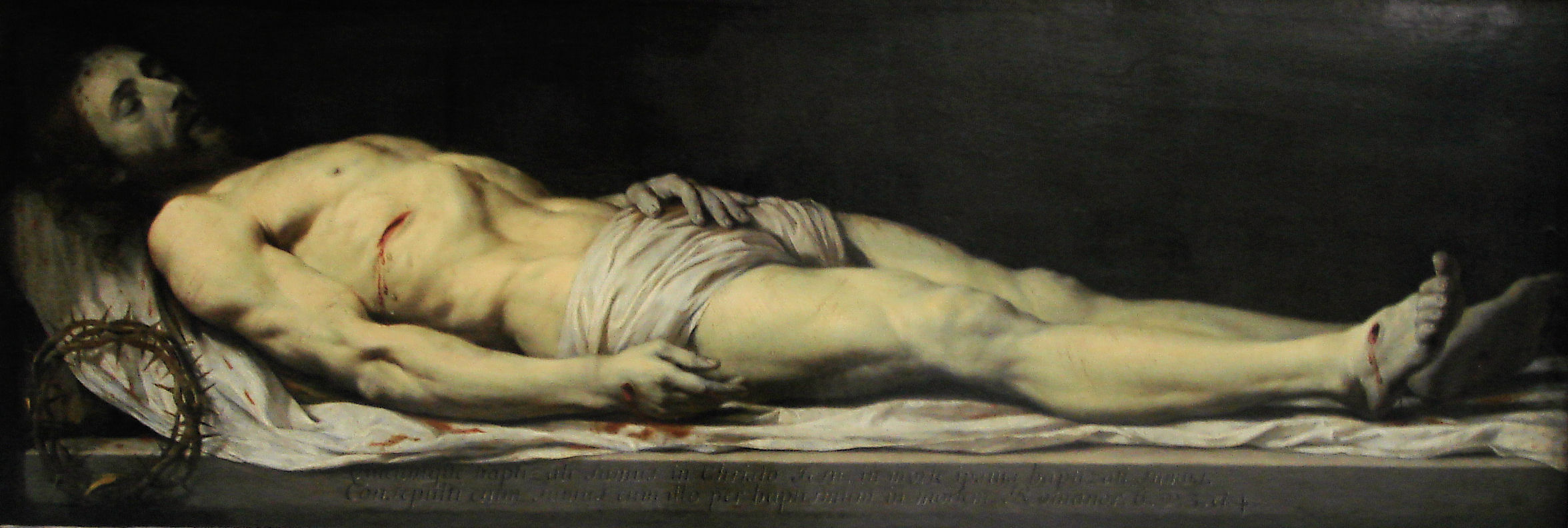
Le Christ mort (avant 1654) par Philippe de Champaigne